# Emiliano Zapata, Senguio
Emiliano Zapata är en ort i Mexiko.   Den ligger i kommunen Senguio och delstaten Michoacán de Ocampo, i den södra delen av landet, 140 km väster om huvudstaden Mexico City. Emiliano Zapata ligger 2 170 meter över havet och antalet invånare är 314.
Terrängen runt Emiliano Zapata är kuperad österut, men västerut är den platt. Runt Emiliano Zapata är det ganska tätbefolkat, med 111 invånare per kvadratkilometer. Närmaste större samhälle är Ciudad Hidalgo, 16,3 km väster om Emiliano Zapata. I omgivningarna runt Emiliano Zapata växer huvudsakligen savannskog.